# Plant de Brunel
Le  Plant de Brunel est un cépage français de raisins noirs.

## Origine et répartition géographique
Ce cépage de cuve est issu d’un croisement spontané récent entre Grenache et Jurançon noir et inscrit au catalogue officiel depuis 2010.
Un seul clone est agréé et porte le numéro 1123.
Ce cépage est originaire du Sud de l'Ardèche

## Caractères ampélographiques
- Feuilles adultes à forte densité de poils couchés ; pétioles rouges
- Port érigé
- Grappes petites et nombreuses
- Baies moyennes à petites

## Aptitudes culturales
Ce cépage est moins productif que le Grenache noir. Ce cépage est très fertile (nombreuses grappes par souche), mais ces grappes sont petites et assez lâches. Il est peu sensible à la pourriture grise et au mildiou.

## Potentiel technologique
Le Plant de Brunel N conduit à l’élaboration d’un vin plus coloré et plus tannique que le vin de Grenache noir. Le degré et l'acidité à maturité sont comparables à ceux du Grenache.

## Sources